# MultiMediaCard

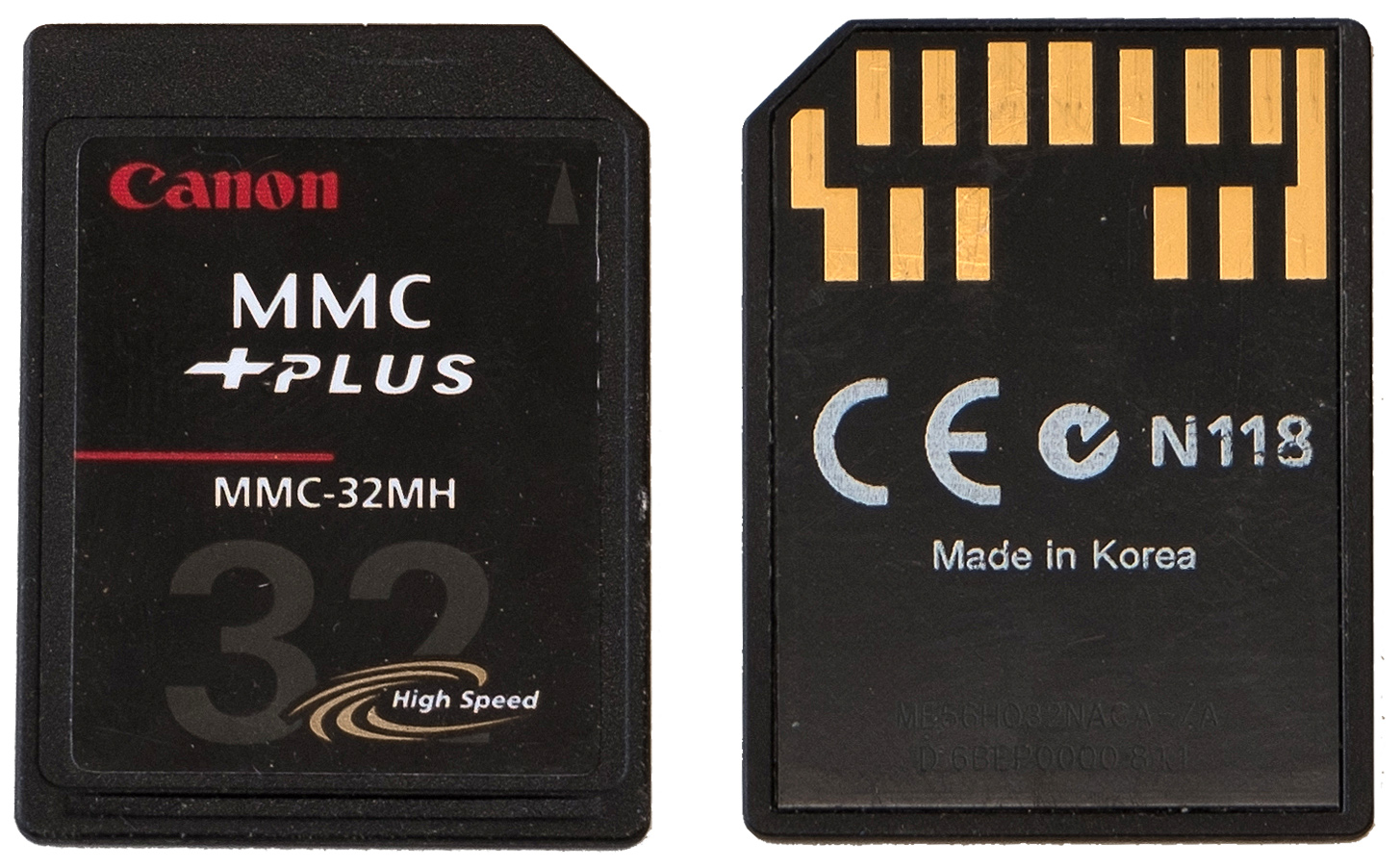
MMC High Speed 32 MB

MultiMediaCard (MMC) je standard paměťové karty s technologií paměti flash. Vyvinuta byla v roce 1997 firmami Siemens AG a SanDisk. Je založena na patentu firmy Toshiba (paměť NAND), čímž je dosažena její menší velikost, než u systémů založených na pamětích NOR firmy Intel (CompactFlash). MMC je velká přibližně jako poštovní známka: 24 mm × 32 mm × 1,4 mm. MMC používá 1bitové sériové rozhraní, novější verze používají 4bitová nebo dokonce 8bitová rozhraní. MMC karty byly používány jako paměťová média v přenosných zařízeních, dají se snadno přenést a přečíst do osobního počítače. Například digitální fotoaparát používá MMC k ukládání fotografií, později, přes čtečku paměťových karet, se fotky přenesou do PC. V mobilních telefonech a tabletech byl používán napevno vestavěný typ eMMC, ale od roku 2016 začalo převládat úložiště standardu UFS.

## eMMC
Vestavěné (embedded) MMC úložiště (označováno jako eMMC) bylo vyvinuto pro mobilní zařízení, kde je flash paměť i řadič integrován do jednoho BGA pouzdra, které je napevno připevněné k desce s elektronikou (plošný spoj, PCB). Existuje v provedení se 100, 153 a 169 kontakty a je založeno na 8bitovém paralelním rozhraní. Řadič a jeho firmware řeší ECC a data managment, adresace je řešena pomocí LBA. eMMC nepodporuje SPI bus protokol a používá NAND-flash.